# Groslay
Groslay is een gemeente in het Franse departement Val-d'Oise (regio Île-de-France) en telt 8040 inwoners (2005). De plaats maakt deel uit van het arrondissement Sarcelles.

## Geografie
De oppervlakte van Groslay bedraagt 3,0 km², de bevolkingsdichtheid is 2680,0 inwoners per km². In de gemeente ligt het spoorwegstation Groslay
De onderstaande kaart toont de ligging van Groslay met de belangrijkste infrastructuur en aangrenzende gemeenten.

## Demografie
Onderstaande figuur toont het verloop van het inwonertal (bron: INSEE-tellingen).